# 大穗莠竹
大穗莠竹（学名：Microstegium dilatatum）为禾本科莠竹属下的一个种。

## 扩展阅读
- 維基物種上的相關：大穗莠竹